# کلارک (بیرون‌بشم)
کلارک، روستایی است از توابع بخش مرزن‌آباد شهرستان چالوس در استان مازندران ایران.

## جمعیت
این روستا در دهستان بیرون‌بشم قرار دارد و براساس سرشماری مرکز آمار ایران در سال ۱۳۸۵، جمعیت آن ۸۵ نفر (۲۹خانوار) بوده‌است. مردم کلارک از قومیت طبری هستند. مردم کلارک به زبان طبری با گویش چالوسی سخن می‌گویند.